# 링지화
링지화(令計劃, 1956년 10월 22일 ~ )는 중화인민공화국의 전 정치인이다.
산시성 윈청시 핑루현의 공산주의청년단(공청단) 현 위원회에 들어가, 1979년부터 공청단 중앙선전부에서 일했으며 공산주의청년당 중앙 선전부장 등을 역임했다.
1995년부터는 중앙판공청으로 옮겨 부주임을 12년 동안 맡았으며 제16기 당중앙 후보위원 및 제17기 당중앙위원이다.
2007년 9월 19일, 당중앙판공청 주임에서 제17차 당대회 중앙위원, 제17기 1중전회에서 중앙서기처 서기로 선출되었다. 제17기 중국공산당 중앙위원회 위원과 중앙서기처 서기, 중앙판공청 주임 및 중앙통일전선공작부장.
그러나 보시라이, 저우융캉, 쉬차이허우 등과 결탁한 신사인방 중 하나로 정권 전복 결탁 혐의로 조사를 받았고, 제18기 당대회에서는 당 지도부에 오르지 못하고 구속 조사를 받았다.
2014년 12월부터 거액 수뢰, 기율 위반, 직권 남용, 대학 기업 정경유착 부패 등 비리에 개입한 혐의로 조사를 받았고, 2015년 7월 당적이 박탈되었다. 2016년 7월에는 정치 권리 종신 박탈, 무기 징역형이 선고되었다.
아내는 구리핑, 아들은 링구.